# Karaczany Bułgarii
Karaczany Bułgarii – ogół taksonów owadów z rzędu karaczanów (Blattodea) stwierdzonych na terenie Bułgarii.

## Karaczanowate(Blattidae)
- Blatta orientalis Linnaeus, 1758[1]
- Periplaneta americana (Linnaeus, 1758)[2] – przybyszka amerykańska

## Polyphagidae
- Polyphaga aegyptiaca (Linnaeus, 1758)[3]

## Prusakowate(Blattellidae)
- Blattella germanica (Linnaeus, 1767)[4] – karaczan prusak
- Ectobius balcani Ramme, 1923[5]
- Ectobius erythronotus Burr, 1898[6]
- Ectobius lapponicus (Linnaeus, 1758)[7] – zadomka polna
- Ectobius sylvestris (Poda, 1761)[8] – zadomka leśna
- Ectobius vittiventris (Costa, 1847)[9]
- Loboptera decipiens (Germar, 1817)[10]
- Phyllodromica brevipennis (Fischer, 1853)[11]
- Phyllodromica carniolica (Ramme, 1913)[12]
- Phyllodromica marginata (Schreber, 1781)[13]
- Phyllodromica pulcherrima Vidlicka & Majzlan, 1997[14]
- Phyllodromica subaptera (Rambur, 1838)[15]